# مورسلي (باكينجهامشير)
مورسلي (بالإنجليزية: Mursley)‏ هي قرية وأبرشية مدنية تقع في المملكة المتحدة في إنجلترا. يقدر عدد سكانها بـ 611 نسمة .

## أعلام
- مارغريت غيلبرت